# Regroupement des archivistes religieux

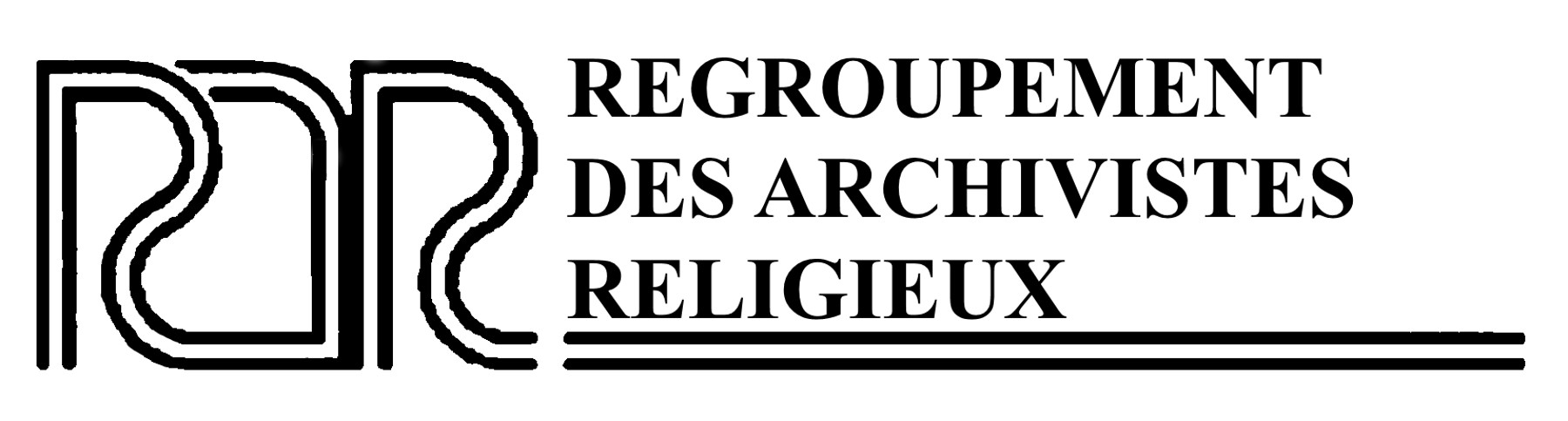
Le logo du Regroupement des archivistes religieux (RAR) a été conçu par le Frère Gilles Beaudet, f.é.c. et l’infographiste Alain Legros.

Le Regroupement des archivistes religieux (RAR) est un organisme à but non lucratif d’archivistes œuvrant dans les communautés et les institutions religieuses. Il a été fondé en 1978 et constitué en corporation le 7 février 1991 dans la province de Québec, au Canada.

## Historique
En 1971, le conseil d’administration de l’Association des archivistes du Québec (AAQ), un regroupement d’archivistes professionnels québécois, crée un Comité des archives religieuses pour étudier les questions spécifiques à l’archivistique dans ce milieu. Sa première réunion a lieu le 24 septembre 1971.
Cinq ans plus tard, en mai 1976, celui-ci est dissout. L’Association des archivistes du Québec veut diminuer ses dépenses et le Comité des archives religieuses ne convient plus aux besoins de l’association.
En 1978 le Père François Prud’homme, c.s.v., assisté du Frère Georges Lapointe, s.g. décide de reformer un comité pour s’occuper de la gestion des archives religieuses. Le 15 mars 1978 lors d’une réunion chez les Sœurs de Saint-Joseph de Saint-Vallier, à Québec, un Comité provisoire est formé. Le 26 septembre 1978, ce comité lance une invitation aux archivistes religieux et aux supérieurs et supérieures des communautés religieuses de Montréal, de Joliette et de Saint-Hyacinthe de se réunir chez les Sœurs de la Providence le 12 décembre 1978. Cette réunion est considérée comme la réunion de fondation du Regroupement des archivistes religieux.
Le Père Gérard Morin, c.s.v. mentionne dans « Pages d’Histoire 1978-1982 » que l’année suivante, l’en-tête du compte rendu de la réunion du 21 septembre 1979 porte pour la première fois le nom de Regroupement des archivistes religieux. À cette réunion est présent monsieur Carol Couture, président de l’Association des archivistes du Québec.
Le 26 avril 1980 un protocole d’entente entre la Section des archives historiques de l’AAQ et le Regroupement des archivistes religieux est signé. Celui-ci perdurera jusqu’en 1989. L’Association des archivistes du Québec modifie ses structures et supprime la Section des archives historiques. À partir de ce jour, le Regroupement des archivistes religieux devient indépendant.
Le 7 février 1991 le Regroupement des archivistes religieux obtient ses lettres patentes et est incorporé par l’Inspecteur général des Institutions financières (IGIF) du Québec.

## Mission et activités
Le Regroupement des archivistes religieux poursuit les quatre objectifs suivants :
1. Regrouper les archivistes religieux.
2. Promouvoir la mise en application des principes archivistiques.
3. Favoriser la formation de ses membres.
4. Développer la coopération entre les membres et entre les organismes d'archives religieuses.

Ses membres œuvrent dans les chancelleries diocésaines, les fabriques de paroisse, les instituts séculiers, les ordres, les sociétés et les congrégations religieuses.

## Liste des président(e)s
- Père François Prud’homme, c.s.v. (1978-1982), fondateur
- Frère Gilles Beaudet, f.é.c. (1982-1987)
- M. Bruno Harel, p.s.s. (1987-1990)
- Frère Robert Hémond, c.s.v. (1990-1993)
- Abbé Laurent Tailleur (1993-1997)
- Sœur Gilberte Barrette, c.n.d. (1997-2000)
- Sœur Marie Marchand, o.s.u. (1999-2007)
- Abbé Laurent Tailleur (2007-2008)
- Sœur Marguerite L’Écuyer, c.n.d. (2008-2010)
- Denise Maltais (2010-2017)
- David Bureau (2017-

## Publications
Info-RAR : bulletin d’information. Volume 1, numéro 1, 1985 – Volume 23, numéro 3, 2008.